# تشادشان (مدينة)
تشادشان هي تقسيم فرعي في ولاية كارناتاكا الجنوبية بالهند. تقع في منطقة فيجايابورا في الجزء الشماليّ من ولاية كارناتاكا.
تشادشان هي بلدة متوسطة الحجم، وتحظى بشعبيةٍ كبيرةٍ في شمال كارناتاكا وجنوب ماهاراشترا بسبب امتلاكها لسوق ملابس بالجملة. لا تبعد بلدة تشادشان سوى (15 كـم (9.3 ميل) عن حدود كارناتاكا - ماهاراشترا، مما يعني أنه يمكن الوصول إليها بسهولة للراغبين من كلتا الولايتين.

## التركيبة السكانيّة
وفقًا لإحصاء السكان بالهند الذي صدر عام 2011، بلغ عدد سكان تشادشان 15,542 نسمة، منهم 7923 من الذكور و7619 من الإناث. وبلغ إجمالي عدد الأطفال في الفئة العمرية 0-6 العدد 2179. كما أنّ معدل معرفة القراءة والكتابة في المدينة يبلغ نسبته 66.94٪. وتبلغ نسبة معرفة القراءة والكتابة بين الذكور 73.79% بينما تبلغ نسبة معرفة القراءة والكتابة بين الإناث 59.82%.

### اللغات
الكانادا هي اللغة الرسمية والأكثر انتشارًا في المدينة. غالبية السكان يتحدثون الكانادا لغة أولى بينما الأردية والماراثية هي لغات الأقليَّات الرئيسيَّة الأخرى المستخدمة في تلك المدينة.

## روابط خارجية
- http://vijayapura.nic.in/